# Mont Yoichi
Le mont Yoichi (余市岳, Yoichidake) est une montagne du Japon située sur l'île de Hokkaidō.

## Géographie
Le mont Yoichi est situé sur l'île de Hokkaidō à la limite du village d'Akaigawa (versant nord) et de la ville de Sapporo (versant sud) dont il est le plus haut point géographique.
Son sommet offre une vue panoramique sur Sapporo et sa banlieue, le mont Yōtei et la péninsule de Shakotan.